# Doroto, cna dziewko czysta
Doroto, cna dziewko czysta (znana też jako: Pieśń o św. Dorocie) – średniowieczna pieśń hagiograficzna, poświęcona świętej Dorocie. Napisana jest mieszaniną języka polskiego i czeskiego. Zanotowana została prawdopodobnie ok. 1420 roku.

## Zarys treści
Utwór rozpoczyna się inwokacją do świętej Doroty, wychwalająca jej zalety i prosząca o wstawiennictwo za grzesznikami. Następnie opowiada o życiu męczennicy – urodziła się ona w bogatej rodzinie w Kapadocji, jednak wyrzekła się majątku i wybrała ubogie życie. W dziewczynie zakochał się król Fabrycjusz. Złożył jej propozycję małżeństwa, zastrzegł jednak, że jako jego żona musiałaby wyrzec się wiary chrześcijańskiej. Dorota odmówiła, co zezłościło okrutnego władcę. Nakazał on wydać Dorotę na tortury. Jednak biczowanie, podpalanie pochodniami i szarpanie hakami nie zmieniło jej decyzji. Została więc wtrącona do więzienia, gdzie nie podawano jej żadnego pokarmu przez 9 dni. Umierająca, została uleczona przez Chrystusa tak, że kiedy prowadzono ją na sąd, jej ciało było zdrowe i piękne. Zdumiony jej urodą sędzia Teofil postanowił łagodnie namówić ją na wyrzeczenie się wiary, ona jednak pozostawała nieugięta. Została więc skazana na śmierć przez dekapitację. Podczas drogi na miejsce egzekucji Teofil naśmiewał się z męczennicy, prosząc, aby przysłała mu owoce z rajskiego ogrodu, do którego, jak twierdziła, trafi po śmierci jako oblubienica Chrystusa. Przed samą śmiercią Doroty na miejscu egzekucji pojawiło się odziane w purpurę dziecko, trzymające w rękach koszyk, w którym znajdowały się jabłka i róże (było to niezwykłe wydarzenie, ponieważ egzekucja miała miejsce w lutym). Przed śmiercią Dorota poprosiła dziecko, aby zaniosło koszyk do domu Teofila. Ten, widząc oczywisty cud i obiecane rajskie owoce, nawrócił się na chrześcijaństwo.   

## Forma utworu
Utwór składa się ze 132 wersów, podzielonych na dwanaście 11-wersowych strof, o nierównej liczbie sylab, podzielonych na trzy części (4 + 4 + 3). W zachowanym odpisie skryptor podkreślił trójdzielność strof, zaznaczając ich pierwsze czterowersowe części znakiem V (od Versus), a części trzywersowe – literą R (od Responsio). Pierwsze sześć strof pisanych jest w 2 os. l.p., potem narracja przechodzi w 3 os. l.p., w którą wplatane są wypowiedzi bohaterów. 

## Język utworu
Utwór pisany jest językiem polsko-czeskim – oprócz zwrotów polskich zawiera liczne bohemizmy (m.in. zde, ślibiena, hrzesznym), przy czym zapożyczenia te nasilają się w dalszej części tekstu. Badacze przypuszczają, że utwór jest nieumiejętnym przekładem, dokonywanym z języka czeskiego na polski przez skryptora słabo władającego polszczyzną, pochodzącego być może ze Śląska i posługującego się żargonem polsko-czeskim. Według innej hipotezy zapisany czeski pierwowzór przekazywany był do Polski w tradycji ustnej, w ramach której jego język ulegał stopniowej polonizacji. 

## Dzieje rękopisu
Pieśń została odkryta przez Aleksandra Brücknera na ostatniej karcie kodeksu z Biblioteki Załuskich, pochodzącego z końca XIV wieku i zawierającego m.in. kazania Jakuba de Voragine. Utwór został spisany prawdopodobnie ok. 1420 roku. Rękopis przechowywano w Bibliotece Narodowej w Warszawie, jednak uległ on spaleniu w 1944 roku. Do czasów współczesnych przetrwała jedynie sporządzona przed wojną fotografia manuskryptu.